# Fehér burgundi

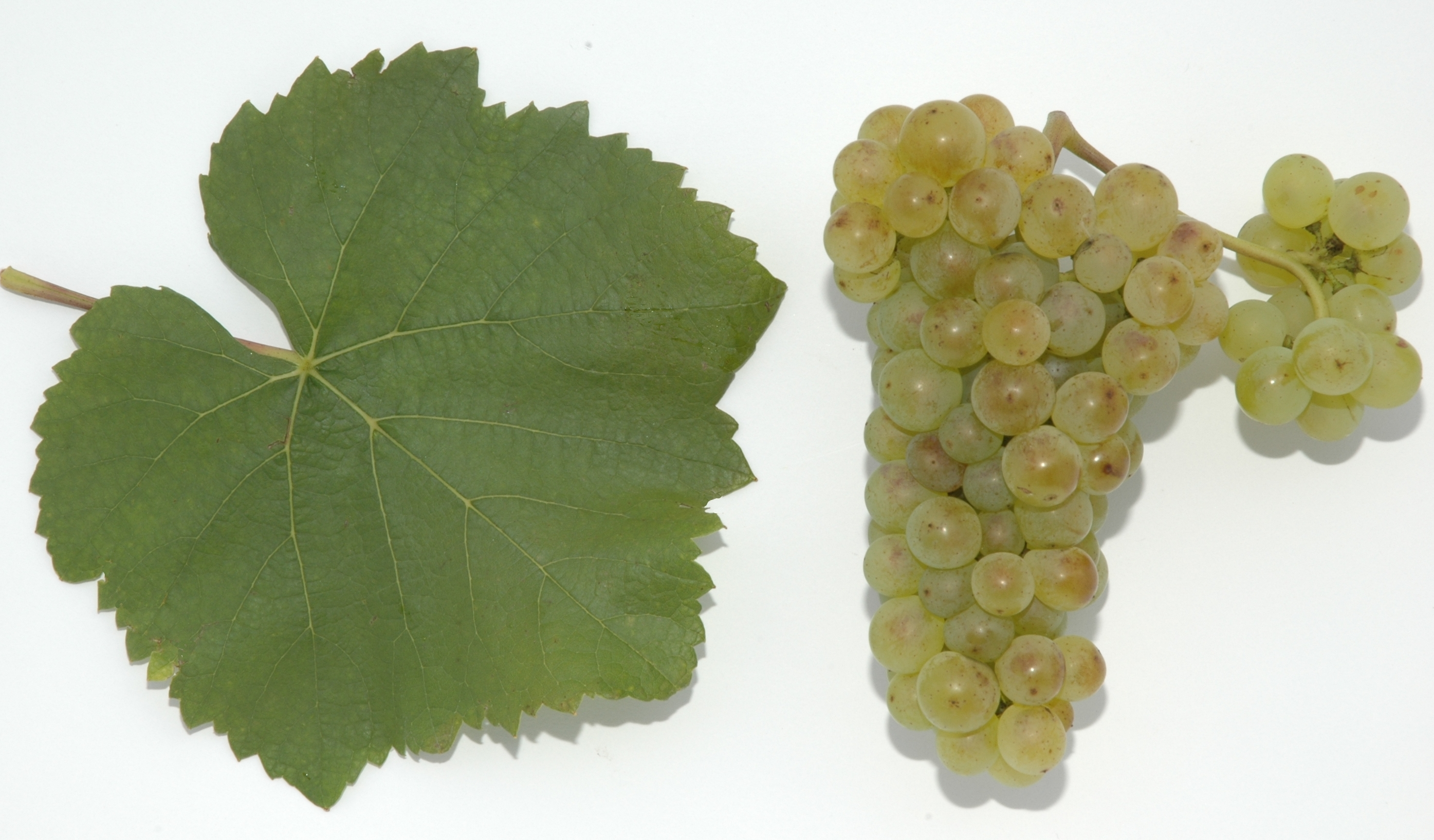

A fehér burgundi (más néven pinot blanc) közismert és népszerű (fehér) borszőlő, a nagyburgundi (Grauer Burgunder, Pinot Gris, illetve szürkebarát) egy mutációja. Magyarországon ritkán találkozni vele. Amint erre neve is utal, főleg Franciaországban kedvelt fajta.

## Származása, elterjedése
Amint neve is mutatja, Burgundiából származik. Eredeti termőhelyén egy-két szőlőskertben még megtalálható.
Ausztriában közel 2000 ha-on termesztik, ez az utóbbi években nem változott jelentősen.
Magyarországon nem tartozik a legelterjedtebb szőlőfajták közé, bár már az 1930-as években szerepelt szőlészeti leírásokban. Számos termőhelyen előfordul, de vezető fajtává egyik borvidéken sem vált. Mintegy 160 ha-on termesztik, zömmel a bükki és a tolnai borvidéken.
A Kárpát-medencében optimális termőhelyeként a Fertő tó környéke (Ausztria) emelhető ki. A Balaton déli és északi partján egyaránt megtalálható.

## Története
Magyarországon „fehérszőlő” néven Tokaj-Hegyalja egyik legrégibb fajtája volt, de a filoxéravész után szinte teljesen kiszorult a termesztésből. Napjainkban Franciaország a bázisa.

## Megjelenése, felépítése
Lombja haragoszöld, levele fűrészes szélű. Fürtje középnagy, ágas, laza. Bogyója gömbölyű, középnagy.

## Életmódja, termőhelye
Október végén érik — szeptember végén. Hozama közepes, de a mustja nagyon  édes.

## Bora
Visszafogott jellemzői miatt sokszor használják házasításhoz, de szép fajtaborok is készülnek belőle, sokszor barrique hordós érleléssel. Az erősen meszes talaj jótékony hatással van aromaképzésére. Bora a magyar borvidékeken nem sokban különbözik más termőhelyen (pl. Elzászban) termett fajtatársaiétól. Nehezebb évjáratokban kemény, élénk savakat, a termés nem megfelelő korlátozása mellett túlzott neutralitást mutat. Gondos munkával és kisebb hozammal kellemesen üde, elegáns savkészletű, jellegzetesen csonthéjas gyümölcsökre (dió, mogyoró) emlékeztető illatú és ízű borokat ad.
Elzászban lágy, kerek bort ad visszafogottan parfümös alma- és hintőporillatokkal, nagy ritkán fűszeres felhangokkal.
A Pfalzban, Badenben és Kelet-Németországban weissburgunder néven szárazabb, szélesebb bort készítenek belőle, mint a klasszikus német fajtákból. Gyakran tölgyfahordóban érlelik, és kimondottan ételkísérőnek szánják.
Olaszországban és Kelet-Európa nagy részén meglehetősen egyszerű, de Kaliforniában is kapható már jó pinot blanc.